# Foto Lux
Foto Lux (1915 - 1988) va ser una empresa i galeria fotogràfica formada per Joan Barber i Garriga, Joan Pereferrer i Mateu i Josep Maria Sabench.
Foto Lux respon en els seus orígens a la societat creada entre Joan Barber i Garriga i Joan Pereferrer i Mateu i que, amb diferents denominacions fins al 1928, s'establí a Girona pels volts de la Gran Via i al número 1 de la plaça de l'Oli cantonada amb el carrer Ciutadans, a partir de l'estiu de 1923. Tot i així, el 1915 els dos fotògrafs ja havien editat conjuntament una sèrie de postals de Tossa de Mar, d'on era originari Joan Barber. El 1917 es traslladaran a Girona on en un primer moment es fan càrrec del taller de J. Llinàs a la Gran Via de Jaume I per posteriorment obrir la galeria Foto Lux a la plaça de l'Oli. A més de l'establiment comercial a Girona, tingueren sucursals al carrer Major de Torroella de Montgrí (1922) i a Banyoles (1925).
La societat es dissolgué la primavera de 1934. Barber s'instal·là al número 29 de la Rambla de Girona i Pereferrer continuà a la plaça de l'Oli sota la mateixa denominació de Foto Lux. Pereferrer estigué en actiu fins a finals dels seixanta, quan el rellevà el seu gendre Josep Maria Sabench, que el mantingué obert fins al 1988.